# Suzannah Lipscomb
Pour les articles homonymes, voir Lipscomb.
Suzannah Rebecca Gabriella Lipscomb, née le 7 décembre 1978 à Londres est une historienne et présentatrice de télévision britannique. Elle a écrit plusieurs ouvrages et est apparue dans divers programmes télévisés et radiophoniques sur le thème de l'histoire britannique.

## Jeunesse et éducation
Suzannah Lipscomb a grandi dans le Surrey,,, près du château de Hampton Court, où elle a avoué avoir développé « une fascination permanente pour les Tudor ». Elle a fait ses études secondaires à l'école pour filles Nonsuch, puis aux collèges Lincoln et Balliol de l'université d'Oxford,,,. Elle a obtenu en 2009 un doctorat en histoire sur le thème « Femmes de chambres, femmes et maîtresses : des femmes disciplinées dans la Réforme languedocienne » (Wives, and Mistresses: Disciplined Women in Reformation Languedoc). Publié en 2019 sous le titre The Voices of Nîmes, ce travail s'attache à démontrer que le contrôle moral imposé au XVIe siècle par l'institution consistoriale aux femmes protestantes du Languedoc a paradoxalement renforcé leur capacité d'action (agency).
Pendant son doctorat, Suzannah Lipscomb travaillait comme conservatrice au Château de Hampton Court ; elle y a eu la responsabilité de l'organisation d'une série d'expositions au printemps et à l'été 2009 à l'occasion du 500e anniversaire de l'accession au trône d'Henri VIII. Ce programme a remporté le prix KTP du Conseil de recherches en sciences humaines (PAC) pour les sciences humaines pour l'économie créative. Elle est également consultante pour la Historic Royal Palaces et membre externe de son comité de stratégie de recherche.

## Carrière
Suzannah Lipscomb est maïtre de conférence en histoire à l'université d'East Anglia. En 2011, elle reçoit de nouveau le prix KPT « Sciences Humaines pour l'économie créative » parrainé par le Conseil de Recherches en Sciences Humaines.
En 2011, elle est élue membre de la Société Royale Historique (Royal Historical Society).
En 2012, Suzannah Lipscomb reçoit le prix Nancy Lyman Roelker de la Société du XVIe siècle pour son article intitulé Crossing Boundaries: Women’s Gossip, Insults and Violence in Sixteenth-Century France (Traverser les frontières : les ragots, les insultes et la violences des femmes au XVIe siècle en France) dans French History (Vol 25, No. 4),.
Depuis septembre 2011, elle était directrice de la Faculté d'Histoire du New College of the Humanities, prenant du recul en septembre 2016 pour se consacrer à la recherche et à l'enseignement pour une année supplémentaire, avant de rejoindre la Faculté des Sciences Humaines de l'Université de Roehampton en septembre 2017 en tant que lectrice en Histoire Post Moderne,. Lipscomb est également gouverneur au Collège d'Epsom.

## Prises de positions politiques
En mai 2016, Suzannah Lipscomb signe une tribune publiée dans The Guardian avec 300 éminents historiens, dont Simon Schama et Niall Ferguson, avertissant les électeurs britanniques des dangers du retrait du Royaume-Uni de l'Union Européenne, qui condamnerait selon eux la Grande-Bretagne à être transparente sur la scène internationale,,.

## Ouvrages
- Henry VIII: 500 Facts, by Brett Dolman, Suzannah Lipscomb, Lee Prosser, David Souden and Lucy Worsley. Historic Royal Palaces, 2009.  (ISBN 978-1-873993-12-5).
- 1536: The Year that Changed Henry VIII, Lion Hudson, 2009.  (ISBN 978-0-7459-5365-6)[25].
- A Visitor's Companion to Tudor England, Ebury, Random House, 2012.  (ISBN 978-0-09-194484-1)[26]. Published in the United States as A Journey Through Tudor England, by Pegasus Books, juillet 2013.  (ISBN 978-1-60598-460-5)[27],[28],[29].
- Suzannah Lipscomb, Henry VIII and the court : art, politics and performance, Farnham, Surrey, Ashgate, 2013 (ISBN 978-1-4094-1185-7)
- The King is Dead: The Last Will and Testament of Henry VIII, Head of Zeus, Londres, novembre 2015.  (ISBN 978-1-78408-191-1)
- The Voices of Nîmes: Women, Sex, and Marriage in Reformation Languedoc (thèse de doctorat en histoire remaniée), Oxford University Press, 2019  (ISBN 978-0-1987-9766-1)